# Veľká Zmrzlá dolina
Veľká Zmrzlá dolina, dříve Velká Zamrzlá dolina ( polsky Dolina Dzika německy Großes Papirustal maďarsky Nagy Papirusz-völgy je jeden z nejvyšších úvalů v prodloužení hlavní osy Doliny Bielej vody ve Vysokých Tatrách. Od jihozápadu nad Dolinou Zeleného plesa spadá k plesu vysokým a strmým skalním prahem. 

## Poloha
Leží mezi hlavní osou rozsochy Lomnického štítu po Pyšný štít, krátkým úsekem hlavního hřebene Vysokých Tater od Vyšnej Baranej strážnice po Čierny štít a vedlejším východním ramenem Černého štítu. Od hrany dolinného prahu po úpatí Baraních rohů měří přibližně 1 km. 

## Název
Dolina patří mezi najdivočejší tatranské prahové doliny. Je uzavřená horskými vrcholy, skrytá před sluncem a často je její dno pokryto téměř celý rok sněhem. Přívlastky "velká" a "malá" umožňují rozlišovat dvě sousedící dolinky podobného charakteru. Divoký ráz doliny se vztahuje na polské pojmenování Dzika Dolina.
Oblast Zeleného plesa byla zejména v 17. a 18. století navštěvovaná zlatokopy. V těchto místech zahynul v roce 1771 hledač pokladů Ján Andrej Papirus (Papyrus). Byl původem ze Slezska. Krátce po jeho smrti dostali objekty v okolí jména podle něj. Z Velké zmrzlo doliny se tak stala velká Papirusova dolina: (( německy Grosses Papirustal, (Grosses Papyrustal) maďarsky Nagypapiruszvőlgy, (Nagypapyruszvőlgy a společný název Papirusova dolina (papyrusová dolina) pro obě sousedící doliny, který se někdy objevuje v starších slovenských pramenech. 

## Turistika a lyžování
Dolinu lze vidět z Tatranské magistrály z Nižného Sedla pod Svišťovkou pod Velkou Svišťovkou a z Doliny Zeleného plesa. Patří mezi těžko dostupné tatranské doliny. Nevede do ní žádný turistický chodník. Dříve zde byla vytyčena trasa přes Baranie sedlo do Malé Studené doliny, ta však již byla zrušena. Již před druhou světovou válkou zde lyžaři vyhledávali vhodné svahy na lyžování, zejména proto, že se zde až do pozdních letních dnů udržovala sněhová pokrývka. V roce 1935 se zde uskutečnily první letní závody ve slalomu. Lyžování v Tatrách a Karpatenverein. Další probíhaly po roce 1945.

## První v údolí
Dolinu v dávném čase navštěvovali hledači pokladů, pytláci i horníci. První známou osobou, která do ní vystoupila byl Robert Townson s horským vůdcem 6. srpna 1793. V zimě 26. prosince 1906 Imre Barcza, Jan Breuer a Pavel Spitzkopf ml.